# Neresheimi csata
A neresheimi csata 1796. augusztus 11-én vívták, és francia győzelmet eredményezett Jean Victor Moreau tábornok vezetésével az Habsburg–Lotaringiai Károly Lajos főherceg, tescheni herceg irányította osztrákok ellen.
Az osztrákok eredetileg Moreau-t kelet felé egy csapdába akarták csalni, de seregét nem tudták bekeríteni, és kimerültek. Mivel osztrák parancsnokok közötti koordináció igen szerényen működött, csak kisebb osztrák erőt tudtak felvonultatni, mire franciák megérkeztek. A vereség arra kényszerítette az osztrákokat, hogy visszavonuljanak Bajorországba.

## Fordítás
- Ez a szócikk részben vagy egészben  a   Battle of Neresheim című angol Wikipédia-szócikk fordításán alapul.  Az eredeti cikk szerkesztőit annak laptörténete sorolja fel. Ez a jelzés csupán a megfogalmazás eredetét és a szerzői jogokat jelzi, nem szolgál a cikkben szereplő információk forrásmegjelöléseként.